# Vicksburgi hadjárat
A vicksburgi hadjárat az amerikai polgárháború egyik jelentős, több különálló műveletet és ütközetet magában foglaló hadjárata volt az amerikai polgárháború nyugati hadszínterén. Fontosságát az adja, hogy a támadó uniós erők célja Mississippi állambeli Vicksburg városának erődje volt, mely 1862 végén a két utolsó nagyobb erősség egyike volt a Mississippi folyam partján a Konföderáció birtokában. Ulysses S. Grant vezérőrnagy támadásának célja a folyam feletti teljes ellenőrzés megszerzése volt, melyet a másik erősség Port Hudson ellen New Orleansból indított támadással egészült ki. John C. Pemberton altábornagy, a várost védő déli csapatok parancsnoka a Konföderáció Mississippin túli hadszínterével megmaradt egyetlen összeköttetési pontját védelmezte.
A Vicksburg elfoglalásáért indított szárazföldi és folyami műveletek csapatmozgások, elhibázott kezdeményezések és tizenegy különböző ütközet sora három különálló szakaszra osztható. Az 1862. december 26-tól 1863 januárjáig tartó első szakaszban Grant a hadsereg felével a Mississippi Central vasútvonal mentén támadt, míg Sherman a másik felével a Yazoo-folyó mentén haladt előre. Mindkét művelet kudarcba fúlt és meg kellett várni a tél végét. A második fázist intenzív mérnöki és folyószabályozási munkálatok jellemezték. Grant a korábban megkezdett munkát 1863 januárjában újította fel. Márciusig öt különböző csatornaásási és folyóelterelési projekttel próbálták elérni, hogy a flottilla elkerülhesse Vicksburg ágyúit, de egyik sem hozott eredményt. 1863 áprilisában Grant szállítóhajói és ágyúnaszádjai éjszaka elhajóztak az erőd mellett és a Mississippi jobb partján, Louisianában egyesültek a szárazföldön dél felé menetelő hadsereg maradék részével. Április 29-én megkezdték az átkelést a bal partra Bruinsburgnél és ezzel harminc kilométerre Vicksburgtől délre alakítottak ki bázist. Az átkelés előtt gondosan kimunkált megtévesztő és erődemonstráló műveletek sora kendőzte el a valódi szándékot, így az átkelés harc nélkül sikeresen folyt le. Az elkövetkező két hétben Grant Mississippi állam belső része felé haladt és öt ütközet megvívása után elfoglalta a fővárost, Jacksont. Ezután a vasútvonal mentén nyugatra fordulva ostrom alá vette Vicksburgöt.
Pemberton hadserege július 4-én, egy nappal azután, hogy az Észak-Virginiai hadsereg elkezdte visszavonulását a Gettysburgi csatatérről, szabad eltávozás fejében letette a fegyvert. Július 9-én Nathaniel P. Banks vezérőrnagy előtt letette a fegyvert Port Hudson helyőrsége is. Texas és Arkansas ezután lényegében el lett vágva a Konföderáció többi részétől, a Mississippi pedig megnyílt az uniós hajóforgalom előtt. A Mississippi megnyitásával újra lehetségessé vált a középnyugat áruinak elérni a Mexikói-öblöt, a hadsereg pedig utánpótlási vonalat tudott üzemeltetni a folyón közlekedő gőzhajókkal.

## Vicksburg jelentősége és elhelyezkedése

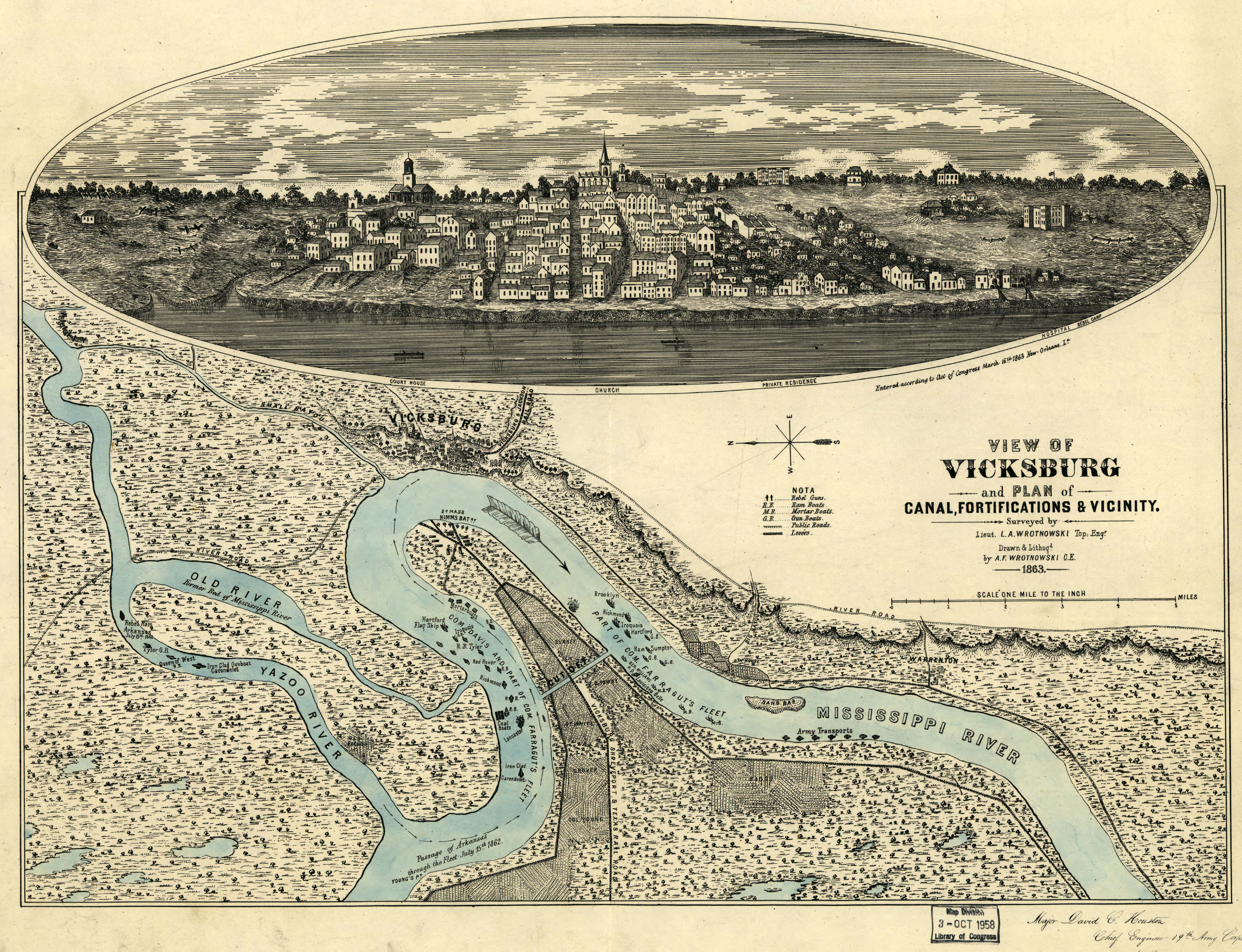
Vicksburg és környékének, erődítményeinek térképe 1863-ból.

A Memphis elestét okozó, 1862. június 6-án vívott első memphisi ütközet után Vicksburg fontossága stratégiaivá emelkedett a Konföderáció számára. Jefferson Davis azt mondta: „Vicksburg az a szög, mely egyben tartja a Dél két felét.” A város egyrészt hatásosan eltorlaszolta az északi hajózás elől az utat, másrészt és a Red River torkolatvidékével és Port Hudsonnal együtt lehetővé tette Mississippi nyugati partjával, az úgynevezett Mississippintúli hadszíntérrel a kapcsolattartást, áruforgalmat. New Orleans, Missouri és Memphis elvesztése után a Konföderáció számára Vicksburg volt az utolsó folyami átkelőhely a Mississippi partján, amelyhez a nyugati parton – ha mégoly rövid is, de – vasútvonal kapcsolódott és ugyanakkor az atlanti partokkal is vasútvonal kötötte össze. Míg ez a helyzet fennállt, a keleti országrész lovakat, szarvasmarhát és katonai erősítéseket kapott Texasból, Arkansasból és Louisianából.
Vicksburg városa természetes védelmet élvezett; a folyam egy egy patkó alakú kanyarulatot írt le a De Soto-félsziget körül, az erőd pedig ezt a kanyarulatot ellenőrizte a folyam keleti partján fekvő magaslatról. Az ideális elhelyezkedés miatt Vicksuburgöt „a Konföderáció Gibraltárja” néven emlegették. Tőle északra és keletre terült el a 320 km hosszúságú és 80 km szélességű, mocsaras Mississippi-delta, vagy Yazoo-delta, melyet Warren E. Grabau geográfus úgy írt le, mint „lenyűgözően bonyolult, egymásba kapcsolódó csatornarendszer”. A csatornák némelyike kisebb gőzhajóval hajózható volt. A folyóágak és holtágak közti részek természetes víztározókat formáltak, melyeket hátmocsaraknak hívtak. Grabau szerint „a hátmocsarak akár állandóan el voltak árasztva, akár nem, minden gyakorlatias megfontolás szerint érintetlen őslápos vidékek voltak, melyeken lóháton, vagy bármilyen keréken közlekedő eszközzel, de még gyalogszerrel is lehetetlen volt átkelni.”
A Mississippi-delta keleti felén, a Yazoo-folyó keleti partján kb. 35–40 km hosszan löszmagaslat húzódott, melynek Vicksburg a közepén helyezkedett el. A löszmagaslatok jótékonyan védelmezték a keleti partot a víz felől indított partraszállásoktól. 1862 decemberében kb. 20 km-re a Yazoon felfelé konföderációs ütegeket és védett állásokat alakítottak ki a Haynes-magaslat tetején, hogy megakadályozzák a Vicksburgtől északra végrehajtott partraszállásokat. 1863 márciusában még északabbra, Greenwood közelében ugyanilyen okokból megépítették a Pemberton-erődöt. A Vicksburgtől nyugatra eső louisianai vidék nem volt kevésbé bonyolult a maga rengeteg folyóvizével és rossz útjaival, melyeket a téli áradások elárasztottak.

## Első fázis: a tengerészet és a hadsereg kezdeti műveletei, 1862 május – 1863 január

### Farragut műveletei Vicksburg ellen

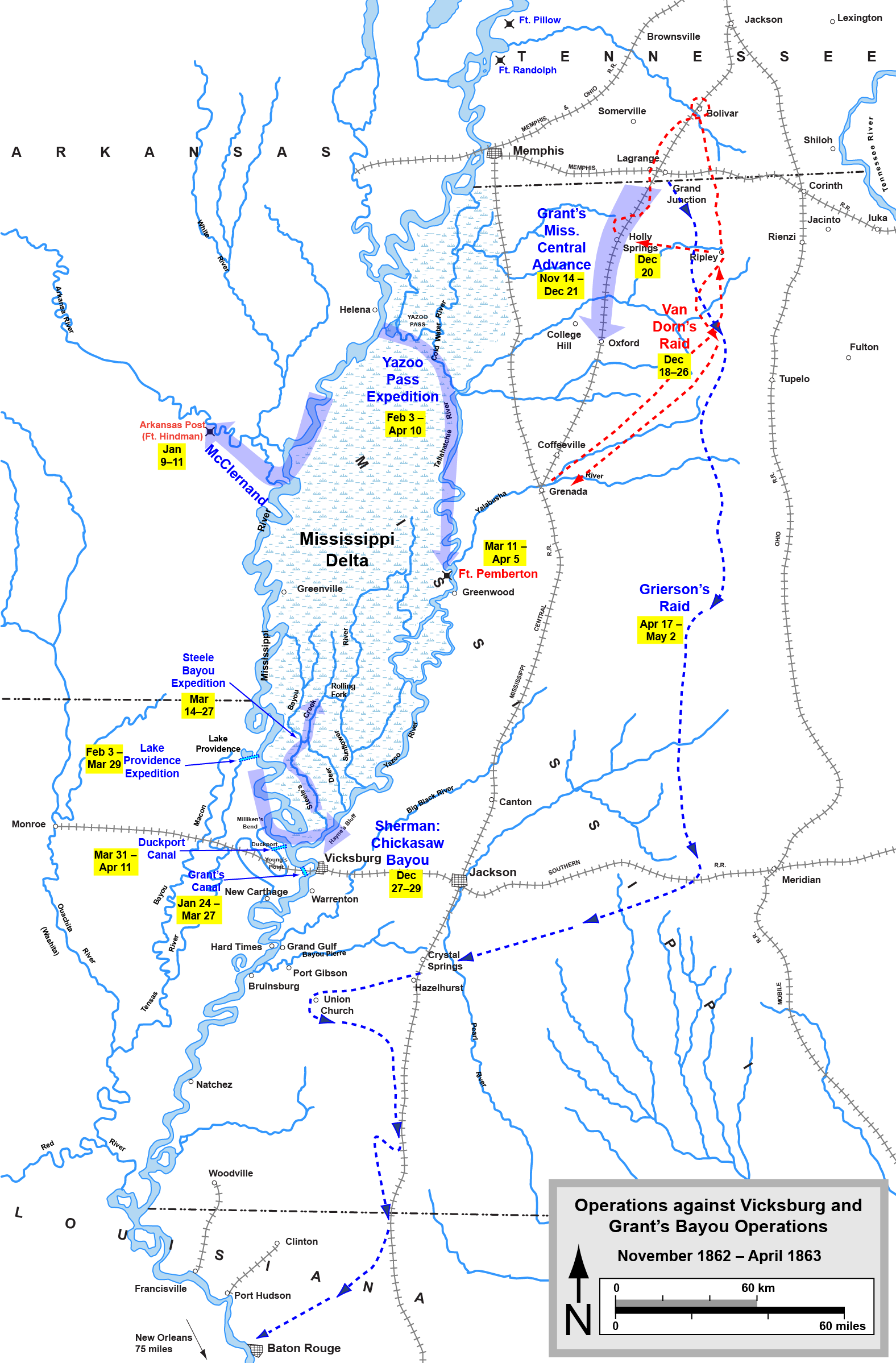
A Mississippi-delta vidékén folyó műveletek 1862 decemberétől 1863 márciusáig.

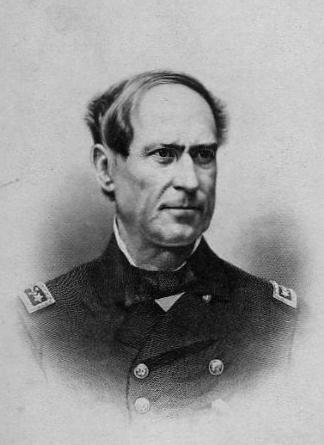
David Farragut ellentengernagy, USA
Thomas Williams dandártábornok, USA
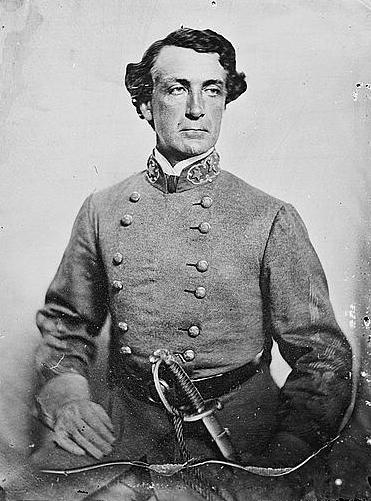
Martin L. Smith dandártábornok, CSA

David Farragut admirális New Orleans ostroma és elfoglalása után 1862. május 18-án felhajózott a folyamon és követelte Vicksburg megadását. A várost ellenőrző Martin L. Smith dandártábornok ezt megtagadta. A város elfoglalásához Farragut semmi kedvet nem érzett, mivel nem látta be, hogy flottillájának a Mississippin kellett volna tevékenykednie. Legszívesebben a tengerparton használta volna hajóit, de a minisztérium ezt nem engedélyezte. A kényszeredett Farragut kifogásokat keresett: jelentősen túlbecsülte a Smith rendelkezésre álló erőket és tüzérséget, majd erre alapozva megállapította, hogy nem áll rendelkezésre elegendő mennyiségű katona az ostromhoz és így visszavonult New Orleansba. Pár nap múlva Thomas Williams dandártábornok 3000 katonája csatlakozott Farraguthoz és a flottilla bombázással próbálta lerontani az erődítményeket, melyben nem tudtak lényeges kárt tenni. A Smithnek küldött ágyúk sporadikus tüze elég volt hozzá, hogy Farragutot eltántorítsa. Az ellentengernagy az uniós erőket továbbra sem érezte elégségesnek, jelentéseiben újabb rekordra emelte a konföderációsok feltételezett létszámát. Williams nem volt hajlandó egy öngyilkosnak ígérkező partraszállási művelet megkísérlésére, így felhagytak az elfoglalási kísérletekkel.
1862. június 25-én Farragut flottillája David Dixon Porter mozsárágyúval felszerelt naszádjaival megerősítve tért vissza. Június 28-án újabb hajókkal kiegészülve bombázni kezdték az erődöt, de semmilyen sérüléseket nem tudtak okozni. Az erőd  tüzérsége ellenben egy hajón szétlőtte a kazánt és másokon sérüléseket okozott és sokakat megölt. Williams dandártábornok megvizsgálta a megerődített magaslat elkerülésének lehetőségét és megpróbálta átvágni a folyókanyarulatot a De Soto Pointnál. 5000 főre szaporodott csapataival, illetve a környező ültetvényekről összeszedett 1000-1200 néger rabszolgával csatornát kezdett ásatni. A munkások közül sokan áldozatul estek a trópusi betegségeknek és hősokkot kaptak, így július 24-én az ásást abbahagyták. Williams két héttel később a Baton Rouge-i ütközetben elesett. Július folyamán tovább ágyúzták Vicksburgöt és néhány kisebb összecsapást vívtak a CSS Arkansas páncélozott konföderációs naszáddal a térségben.

### Grant első vicksburgi hadjárata

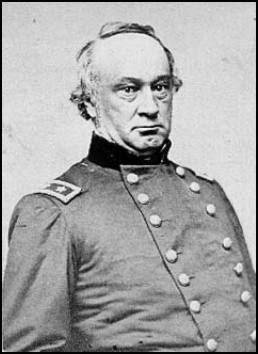
Henry W. Halleck vezérőrnagy, USA
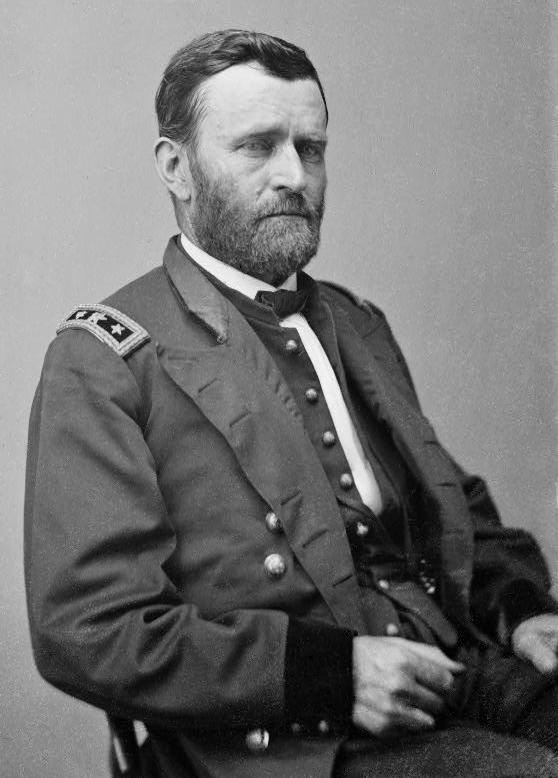
Ulysses S. Grant vezérőrnagy, USA
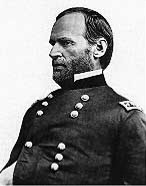
William Tecumseh Sherman vezérőrnagy, USA
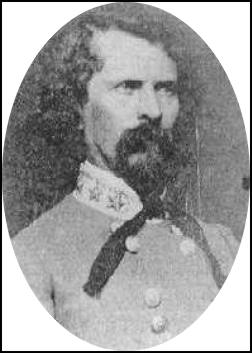
Earl Van Dorn vezérőrnagy, CSA
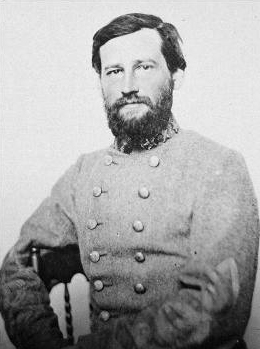
Stephen D. Lee dandártábornok, CSA
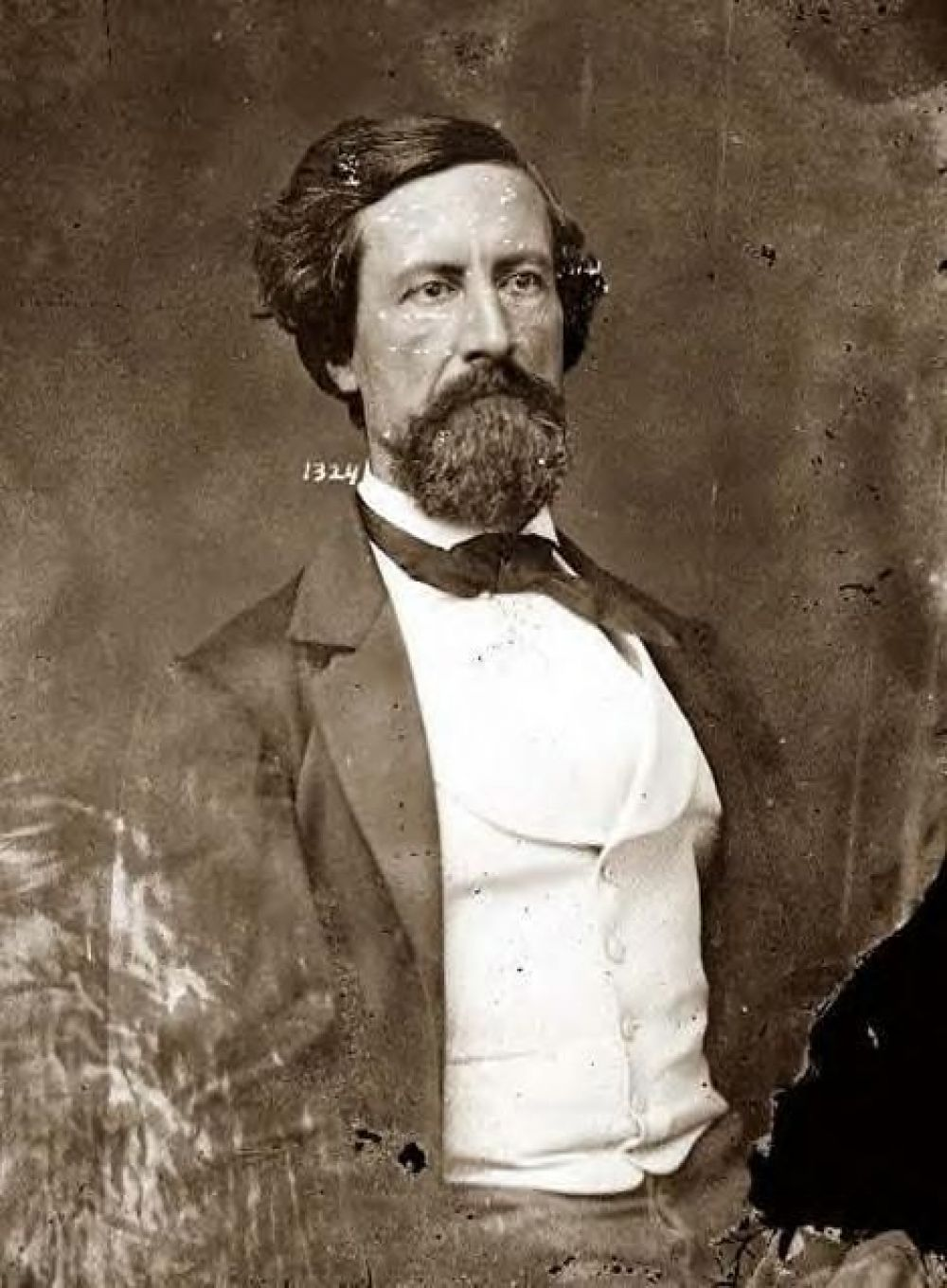
John C. Pemberton altábornagy, CSA

Henry W. Halleck vezérőrnagyot, a Nyugati hadszíntér parancsnokát támadások érték, amiért Farragut segítségkérésére július 2-án megtagadta szárazföldi csapatok küldését Memphisből, de az ekkoriban Abraham Lincoln irányította hadvezetés nem közölte vele, hogy Farragut nem kapott elég katonát, és azt hitte, hogy Vicksburgöt az admirális el fogja foglalni. 1862 nyarán Lincoln rájött, hogy a hadsereg kézi irányítása meghaladja képességeit és munkabírását, ezért 1862. július 23-án Hallecket kinevezte a hadsereg vezénylő tábornokának. Hallecket a nyugati hadszíntéren hónapokig lefoglalta a Konföderációs Heartland offenzíva és a Második Corinthi ütközet. November 23-án jelezte a korábban a Shiloh-i nagy veszteségek miatt félreállított Ulysses S. Grant dandártábornoknak, hogy a Mississippi mentén való déli előrenyomulást akar látni. Halleck rugalmasan értelmezhető utasítását a cselekvésre vágyó Grant azonnal kihasználta. A nyári lehetőség ekkor azonban már nem állt fenn, mivel Vicksburg helyőrsége időközben nagy létszámú erősítést kapott. Az ősszel beálló apály miatt a kis holtágak hajózhatósága sem volt jó. Az utánpótlást és a katonák mozgatását is kis teherbírású hajókkal kellett megoldani, ami csak limitált művelet kivitelezését engedte.
Grant Tennessee hadserege a Mississippi Central vasútvonal nyomvonalán előrenyomult dél felé és Holly Springsnél ellátóbázist hozott létre. Grant kettéosztotta erőit és Sherman vezérőrnagynak kb. 32 000 katonáját a flotta lehajózta a folyam mentén Vicksburg közelébe, míg Grant 40 000 katonája a vasútvonal mentén Oxfordig tört előre. Ezzel remélte, hogy a konföderációs hadsereget elő tudja csalogatni és Grenada környékén támadásra tudja kényszeríteni. A konföderációs erőket Mississippi államban John C. Pemberton altábornagy vezette, akinek 12 000 katonája Vicksburgöt és további 24 000 katonája Earl Van Dorn vezérőrnagy vezetésével Grenadát védte, így jelentős létszámhátrányban volt a támadó uniós erőkkel szemben.
December 20-án azonban Nathan Bedford Forrest dandártábornok nyugat-tennesseei portyája elpusztította a holly springsi ellátóbázist és felszaggatta a síneket, így Grant utánpótlás hiányában nem tudta ellátni hadseregét és kénytelen volt megszakítani a hadjáratot. Sherman december 27-én harcba bocsátkozott Chickasaw-holtágnál, hogy a mocsárból kijuthasson a Yazoo keleti partjára. A Hayne-magaslati kiépített állások ellen vezetett rohamát a feleakkora létszámú déli védők Stephen D. Lee dandártábornok vezetésével visszaverték. Sherman tudta, hogy Grant visszafordulása miatt nem kaphat erősítést, így maga is feladta a hadjáratot és a Mississippin északra hajózva visszavonult.

### McClernand és Fort Hindman ostroma
A Vicksburg fontosságát érző Lincoln egy másfajta hadjáratot képzelt el. A Grant parancsnokságával elégedetlen hadtestparancsnok és befolyásos illinois-i demokrata párti politikus John A. McClernand vezérőrnagy 1862 októberében eltávozást kért, Washingtonba ment, Stanton hadügyminiszter támogatásával kijárta Lincolnnál, hogy független parancsnokságot kapjon és Vicksburg ellen vonulhasson. Ezt a műveletet Lincoln szándékai szerint Nathaniel P. Banks vezérőrnagynak kellett volna New Orleansból észak felé haladva támogatnia. McClernand visszatért Illinoisba és új csapatokat toborzott, majd az ebből megalakított XV. hadtestet vasúton Memphisbe küldte. Grant illinoisi támogatóitól hallotta az új hadjárathoz való toborzás hírét és sejtette, hogy eredményeivel elégedetlenek Washingtonban, ezért indította meg hadjáratát 1862 decemberében, amihez a XV. hadtest egymás után érkező alakulatait is igénybe vette. Élükre Shermant nevezte ki és utasítást adott a chickasaw-holtági műveletre, mely a már ismert módon kudarcot vallott. McClernand eközben visszatért a XIII. hadtest élére, majd Sherman hadtestével egyesülve rangidősségét kihasználva átvette a parancsnokságot a kontingens fölött és Halleck, valamint Grant teljes mellőzésével megkezdte független működését.  McClernand 1863. január 4-én utasította Shermant, hogy csatlakozzon a XIII. hadtesthez és január 9-én Sherman javaslatára megtámadta az Arkansas-folyó mentén, a Mississippi-delta északnyugati részének közelében épített konföderációs erődöt, Fort Hindmant, ahonnan ellenséges hajók támadták az uniós utánpótlást és kb. 5000 foglyot ejtve január 11-én bevette.
Washingtonban Hallecknek nem tetszett, hogy McClernand az értesítése nélkül folytat műveletet és siker esetén annak növekvő befolyása azzal fenyegetett, hogy effektíve kivonja hatásköréből a Nyugati hadszínteret, ezért minden ott állomásozó erőt Grant irányítása alá rendelt. Grant szintén dühös volt a megkerülése miatt és január 13-án megjelenve McClernand táborában a Milliken-kanyarulatnál ugyanúgy átvette tőle a parancsnokságot, ahogy az Shermantől. Az arkansasi konföderációs erők kb. negyedét egycsapásra kikapcsoló és ezért Little Rock bevételét tervező McClernand tiltakozott, de hiába; Grant visszaminősítette partizánakciója előtti hadtestparancsnoki beosztásába. Ez a két tiszt addig sem rózsás viszonyát végképp elmérgesítette.

## Második fázis: Grant holtági munkálatai, 1863 január-március
Grant a tél hátralevő részében alternatív megközelítési utakat dolgozott ki Vicksburg elkerülésére, megközelítésére, megostromlására. Ezeket a Grant holtági munkálatai összefoglaló néven ismerjük. Céljuk olyan vízi megközelítési út létrehozása volt, mely lehetővé tette volna, hogy csapatokat hajózzanak Vicksburg közelébe annak megostromlása céljából, de anélkül, hogy az erőd veszélyes ágyúinak a hajókat kitennék.

### Grant csatornája
A De Soto-félszigeten ásni kezdett és aztán abbahagyott Williams-csatorna azzal kecsegtetett, hogy a folyami hajózás teljesen kikerülheti Vicksburgöt. 1863 januárjában Grant értesült a haditengerészettől, hogy Lincolnnak tetszik ez az elképzelés és sürgetni kezdte Shermant, hogy folytassa a munkálatokat. Sherman január végén a kevesebb mint két méter széles és két méter mély árkot elkezdte szélesíteni és mélyíteni. Grantet Lincoln ismétlődő érdeklődései a csatorna állapotáról arra ösztönözték, hogy parancsot adjon 20 méterre való szélesítésére. Grant csatornája azonban vízmérnökileg hibás számításokon nyugodott és mikor a Mississippi hirtelen megáradt, a víz áttört és elárasztotta a medret, mely kezdett megtelni vízzel és iszappal. Két óriási gőzhajtású mederkotróval próbálták megmenteni a projektet, de a Herkules és Sámson névre keresztelt kotrókat a konföderációs ágyúk tüze elzavarta. 1863 márciusának végén a próbálkozást feladták.

### A Providence-tavi expedíció
Grant utasítására James B. McPherson dandártábornok egy másik, több száz méteres csatornát ásatott a Mississippi és a Providence-tó között, mellyel hajókat lehetett juttatni a Red River (Vörös-folyó) északi mellékágára. Itt a Baxter és Macon holtágakon keresztül ki lehetett jutni a Tensas-folyóra, majd a Vörös-folyóba ömlő Fekete-folyóra (Black River). A Red River Natcheztől délre és Port Hudsontól északra ömlött a Mississippibe. Ez ugyan nem segítette az erőd bevételét, de így Grant úgy működhetett együtt Banks Port Hudson elleni műveleteivel, hogy nincs kitéve a Vicksburg előtt való elhajózásnak. McPherson 1863. március 18-án jelentette, hogy a csatorna hajózható, de a sekély vizeken csak néhány „Ohio-folyói dereglye” volt képes közlekedni, melyeket Grant a holtágakon és lápokon való közlekedésre kapott. Ezek a dereglyék 8500 főt tudtak szállítani, jóval kevesebbet mint amennyi a Port Hudson bevételéhez szükséges segítség lett volna, értelmetlen erőforrás-pazarlássá változtatva a projektet.

### A Yazoo-átjáró expedíció
A következő próbálkozás a Hayne's Bluff (Hayne-magaslat) löszmeredélyének tetejére való feljutást célozta Yazoo Citytől délre.   Vicksburgtől 240 km-re északra lehetséges volt a Coldwater- és a Tallahatchie-folyón átkelve kijutni a Yazoo-folyóra, és aztán a Hayne-magaslat előtt partra szállni, ha újra megnyitják az 1856-ban gátvédelmi munkálatokkal lezárt Yazoo-átkelőt. Ezt a Moon Lake (Hold-tó) és a Mississippi medre között emelt földtöltés zárta le, melyet 1863. február 3-án felrobbantottak. Február 24-éig tartott, míg a Yazoo-átkelő biztonságosan hajózhatóvá vált. Ekkor Watson Smith korvettkapitány parancsnoksága alatt tíz szövetségi ágyúnaszád kelt át rajta és magukkal szállították Leonard F. Ross dandártábornok kilenc gyalogezredét.
Pemberton a robbantás hírét hallva megértette, mivel kísérletezik az uniós hadsereg és William W. Loring vezérőrnagyot bízta meg a megállításával. Loring gyorsan munkabrigádot szervezett, amely időnyerés céljából fákat döntött a Coldwaterbe és a Yazoo-átkelőbe. Az alacsonyan a víz fölé növő fák amúgy is  mindent lesodortak a hajók fedélzetéről, de az uniós utászok viszonylag gyorsan eltakarították az akadályokat. A beteg Watson Smith azonban óvatos előrehaladás mellett döntött. Ragaszkodott hozzá, hogy a flottilla csak a gyalogságot szállító hajókkal együtt mozoghat, nem volt hajlandó éjjel szenelni, mikor a hajók amúgy is álltak és naponta kétszer külön megálltak étkezni is. Ross és James P. Foster korvettkapitány, Smith helyettese hasztalanul tiltakozott az időfecsérlés ellen. Loring ezalatt a Yalobusha-folyó és a Tallahatchie torkolatát Greenwood közelében sebtében megerődítette. Katonái gyapotbálákat sárba forgatva és döngölt földdel megerősítve sáncokat építettek, majd ezek mögött ágyúkat helyeztek el, így épült meg Fort Pemberton.
Március 11-én Smith két elég vastagnak érzett páncélzatú naszádját harcba küldte az erődítmény ellen. Fort Pemberton ágyúi visszaverték a támadását és megöltek kb. 15 fő hajószemélyzetet. Smith a következő két napban elvégeztette a javításokat, további ágyúkat rakott a két támadónaszádra és gyapotbálákkal párnázta ki a fedélzetüket. A március 14-i összecsapásban mindkét oldal pár halottra és tucatnyi sebesültre rúgó veszteséget szenvedett. A kisebbik uniós naszád, a Chillicothe páncéllemezei a találatoktól kilazultak. A nap végére a konföderációs lőszer kifogyott, de a lankadó ellenállást az uniós tisztek nem vették észre. Újabb javítást követően március 16-án a két erősebb naszád közé erősítve egy tarackot szállító hajót is támadásba vetettek. A terv szerint a vékonyabban páncélozott hajók követték őket a gyalogsággal, amely partra száll, mihelyt mocsármentes helyet talál, vagy az ellenség ágyúi elhallgatnak. A Chillicothe-t azonban mindjárt a támadás elején egy egész sorozatnyi találat érte, a páncéllemezei újra elmozdultak és elfedték az ágyúnyílásokat, így feladták a támadást. Smith ekkor már túl betegnek érezte magát a folytatáshoz és átadta a parancsnokságot Fosternek, aki megállapította, hogy a támadás hasztalan és az egész expedíciót hazavezényelte.

### A Steele-holtági expedíció
1863. március 14-én Porter ellentengernagy flottillája (öt páncélozott naszád, négy, tarackkal felszerelt tutajokat vivő vontatóhajó) felhajózott a Steele-holtágon, majd a Deer (Szarvas)-patakon a Mississippi-deltában. A cél az volt, hogy csapatokat tegyen partra Vicksburg és Yazoo City között, elvágva és semlegesítve ezáltal a Yazoo átjáró felől bevehetetlennek bizonyult Fort Pembertont. Porter csak három ezrednyi erőt vitt magával, a maradéknak pedig az út kitapasztalása után kellett volna csatlakoznia hozzá. A Yazoo-átjáró megnyitása érdekében felrobbantott gátaktól a vízmennyiség megnőtt és a Steele-holtág jól hajózhatónak bizonyult, így március 16-án a Deer-patakhoz vezető Big Black-holtágnál Porter találkozott Granttel. A gyalogságot szállító, magasabb építésű hajók már előre látható volt, hogy nem bírnak a Deer-patakon felhajózni, mert a fedélzetüket a víz fölé növő fák ágai szétroncsolják. Porter tovább erőltette az expedíciót, lerakta Sherman három ezredét, majd szívósabb naszádjaival tovább indult.
A Deer-patak még magas vízállásnál is túl zegzugosnak és növényzettel buján benőttnek bizonyult. A vízinövények rátekeredtek a csavarokra, a mederből pedig fák nőttek ki, így a hajók csigalassúsággal haladtak. Ezt március 20-án Winfield S. Featherston dandártábornoknak a Haynes-magaslatról jött dandárja és Stephen D. Lee Fort Pembertonból jött ezrede fák kidöntésével tovább lassította, és zaklatni kezdte a szövetségi erőket. Porter 300 tengerészt és utászt partra tett, akik a kezdetben még kevés konföderációst távolt tartották, így a hajók tovább araszoltak a Rolling Fork felé. Másnap, az elágazáson való átkelés előtt Porter újabb folyóba döntött fákat talált és egy rabszolgától arról értesültek, hogy a hátuk mögött is ugyanez zajlik. Porter rájött, hogy meg kell fordulnia, de ekkor már késő volt, a flottilla csapdába esett és egyre több konföderációs katona gyülekezett a megsemmisítésére. Sherman három ezredet indított a Deer-patak mentén északra, hogy segítségükre siessenek, akik több mint negyven nagy, folyóba döntött fát számoltak össze az úton. Giles A. Smith ezredes katonái kevésnek bizonyultak a hajók megszerzésére elindult 2500 konföderációs katona legyőzéséhez, de a harc időt adott Shermannek, hogy erőltetett menetben egy második kontingenst vezessen északnak, így március 22-én felmentette a szorongatott Portert. Március 24-re a szövetségiek visszavergődtek a Black-holtághoz, ahonnét további tűzharc után a nehézségek miatt feladták az expedíció gondolatát és visszavonultak.

### A Duckport-csatorna
Grant utolsó próbálkozása a Duckport Landing és a Walnut-holtág közötti csatorna megépítése volt. Ezzel legalább kis merülésű hajók elkerülték volna Vicksburg ágyúit. De mire 1863. április 6-án a csatorna csaknem elkészült, a Mississippi vize leapadt és egyetlen lapos fenekű hajó sem jutott át rajta. Grant félbehagyta a csatornát és új tervet kovácsolt.
Decembertől márciusig, a Chickasaw-holtági ütközettől a Duckport-csatornáig Grant összesen hét műveletet tervezett meg, melynek kivitelezésében elakadt. 1885-ben írt visszaemlékezésében azt állította, hogy ezeket a kísérleteket főként csapatai lefoglalása céljából folytatta, míg az áradás és a téli betegségek hónapjai elmúlnak és nem igazán számított semmilyen sikerre. Ennek azonban az 1862-63-as levelezése teljességében ellentmond.

## Harmadik fázis: Grant második vicksburgi hadjárata, 1863 április – július

### A hadjárat tervezése és a kezdeti csapatmozgások
A holtági műveletek és csatornaépítések minden kudarca ellenére Grant makacs elhatározottsággal folytatta a próbálkozást. A következő terve szerint a hadsereg zöme a Mississippi nyugati oldalán délre masírozik és Vicksburgtől délre átkel a folyamon és vagy észak felé támad, vagy egyesül Banks erőivel és együtt elfoglalják Port Hudsont, majd azt követően megostromolják Vicksburgöt. Sherman, a XV. hadtest parancsnoka nem értett egyet a tervvel, őrült merészségnek tartotta és eltanácsolta Grantet a megvalósítástól. McPherson, a XVII. hadtest parancsnoka szintén a terv ellen foglalt állást. Egyedül McClernandnek tetszett a terv, így Grant rábízta az előkészítést és a XIII. hadtest csapatai haladtak elöl. 1863. március 29-én McClernand csapataival hidak és utak építésébe fogott és mocsaras vidékeket töltöttek fel. Április 17-re kiépítettek egy nehezen járható, de az addigi infrastrukturális viszonyokat megjavító, 110 km hosszú dorongutat a Milliken-kanyarulattól a louisianai Hard Timesig, ahol az átkelést tervezték.

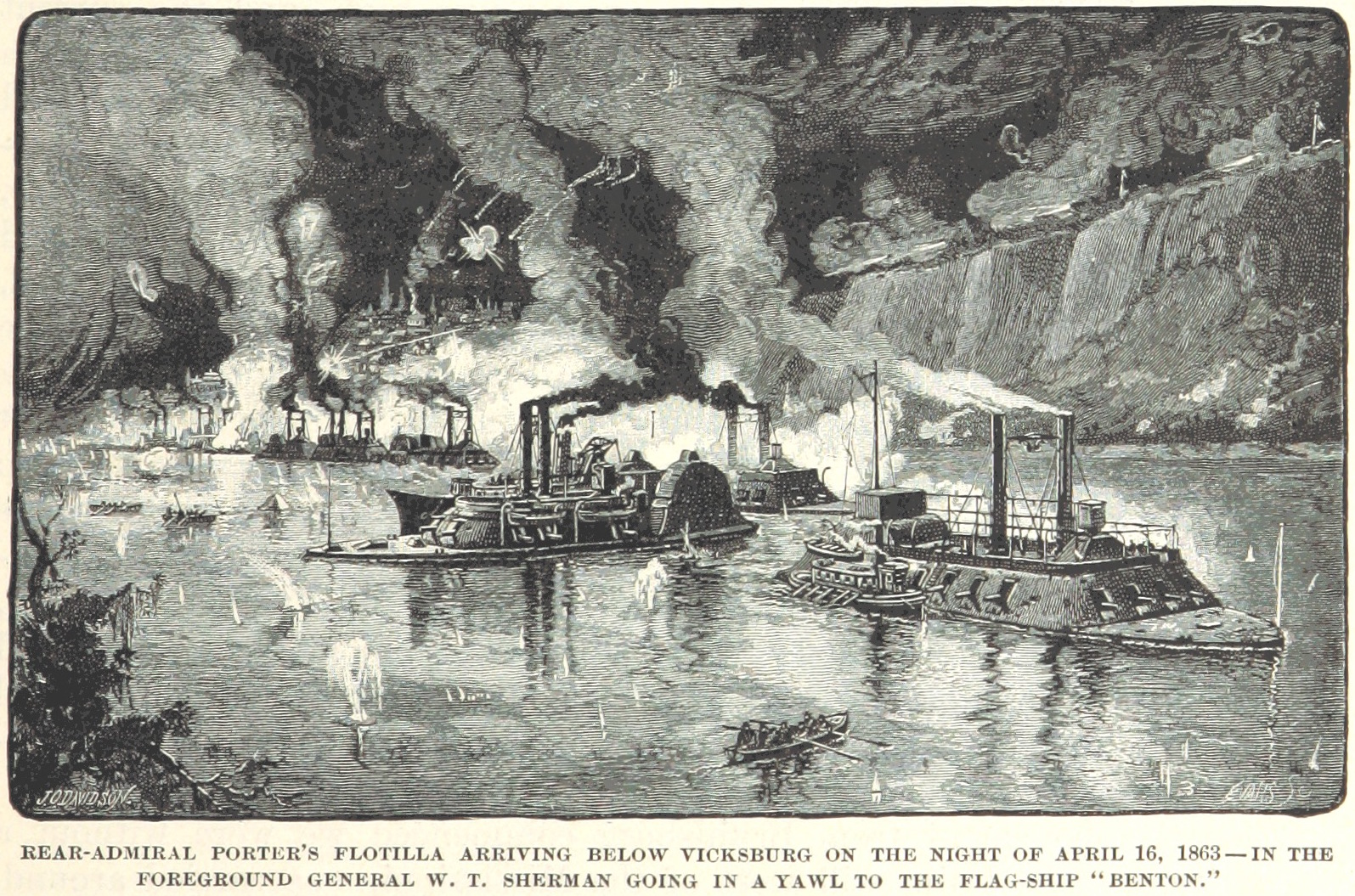
Porter flottillája megérkezik; Sherman egy kétárbócos vitorlás fedélzetén a zászlóshajó USS Bentonhoz tart.

Porter flottillájának el kellett hajóznia az erőd előtt, hogy az átkelés biztosításához szükséges naszádokat és személyszállító hajókat a hadsereghez juttassa. Ennek veszélye abban állt, hogy a sikeres áttörés után már nem tud többé visszatérni, mert hajói folyásirányban tízcsomós sebességgel tudtak haladni, de vele ellentétesen csak 2 csomóval, ami túl sok időt adott volna az erőd tüzéreinek olyan sérülések okozására, mellyel lehetetlenné válik az ismételt áttörés.
Április 16-a felhőtlen éjszakáján, mikor nem látszott a hold Porter hét ágyúnaszádot és három készletekkel megrakott szállítóhajót indított útjára. A zajkeltést és a világítást a minimumra csökkentették, de az elővigyázatosság ellenére a déli őrszemek észrevették őket és az erőd félelmetes tüzérsége lőni kezdett. A part mentén a víz megvilágítása céljából tüzeket gyújtottak. Az naszádok ágyúi visszalőttek. Porter észrevette, hogy az erőd ágyúi hajói felső részén értek el találatokat, és feltételezve, hogy ez azért van, mert az erődből az ágyúkkal nem lehet mélyebbre célozni, ezért olyan közel vitte hajóit a keleti parthoz, amennyire csak lehetséges volt. A tengerészek olyan közel voltak, hogy hallották az erőd tisztjeinek parancsszavát és a lövedékek elsüvítettek a fejük felett. A flottilla apróbb sérülésekkel megúszta a műveletet, a Henry Clay nevű hajó partra futott és kiégett. Mindössze tizenhárman sebesültek meg és egy ember halt meg eközben. Április 22-én további hat készleteket szállító hajó tört át; bár egyikük elsüllyedt, emberi életben nem esett kár, mert a személyzet a roncsokba kapaszkodva megmenekült.
Grant két művelettel terelte el Pemberton figyelmét az uniós csapatok átkeléséről. Sherman XV. hadtestének egységei figyelemelterelő demonstrációt rendeztek a Snyder-magaslat előtt, Vicksburgtől északra, míg Benjamin Grierson ezredes lovasportyája pedig Mississippi állam közepét dúlta fel. Griersont jelentős konföderációs erők kezdték üldözni és Pemberton védekezésül szétszórta erőit az állam több pontjára. Nem csak a Grierson-portya kimenetele aggasztotta, hanem Banks küszöbön álló északi támadását is minden órában lehetett várni Baton Rouge-ból Port Hudson ellen. Ilymódon a megtévesztés tökéletesen sikerült: Pemberton nem hitte el, hogy a hard times-i partraszállás lenne Grant offenzívájának döntő pontja.

### A szembenálló erők

#### A szövetségi csapatok
A Tennessee hadsereg 44 000 fővel kezdte a hadjáratot, mely júliusra 75 000-re nőtt. A hadsereget induláskor a következő öt kontingens alkotta: 
- a XIII. hadtest, parancsnoka John A. McClernand vezérőrnagy. Június 18-i leváltása után hadosztályparancsnoka, Edward O. C. Ord dandártábornok vette át a hadtest vezetését.
- a XV. hadtest, parancsnoka William T. Sherman vezérőrnagy
- a XVII. hadtest, parancsnoka James B. McPherson vezérőrnagy
- a XVI. hadtest három hadosztályának kontingense, parancsnoka Cadwallader C. Washburn vezérőrnagy
- az Északkelet-Louisianai adminisztratív körzet kontingense, parancsnoka Elias S. Dennis dandártábornok
- a IX. hadtest John G. Parke vezérőrnagy irányítása alatt június közepén csatlakozott a hadjárathoz. A hadtestnek mindössze két hadosztálya maradt, mikor Kentuckyból a nyugati hadszínterre vezényelték, ráadásul mindkét hadosztályparancsnokát más feladattal bízták, meg, így a harcértéke kérdéses volt. A IX. hadtest a Jacksoni ütközetben már részt vett.

| Uniós hadtestparancsnokok |
| --- |
| - John A. McClernand vezérőrnagy - William Tecumseh Sherman vezérőrnagy - James B. McPherson vezérőrnagy - Cadwallader C. Washburn vezérőrnagy - Elias S. Dennis dandártábornok - John G. Parke vezérőrnagy |

#### A konföderációs csapatok
A Mississippi hadsereg Grant második vicksburgi hadjáratának indulása idején kb. 30 000 katonával rendelkezett. Pemberton altábornagy nem állított fel hadtesteket, hanem öt hadosztályát közvetlen irányítása alatt tartotta, melyet William W. Loring, Carter L. Stevenson, John H. Forney, Martin L. Smith, és John S. Bowen vezérőrnagyok vezették.
| A Mississippi hadsereg parancsnoka és hadosztályparancsnokai |
| --- |
| - John C. Pemberton altábornagy, CSA parancsnok - William W. Loring vezérőrnagy, CSA - Carter L. Stevenson vezérőrnagy, CSA - John H. Forney vezérőrnagy, CSA - Martin L. Smith vezérőrnagy, CSA - John S. Bowen vezérőrnagy, CSA |

Joseph E. Johnston tábornagy Raymondban és Jacksonban gyülekező hadereje kb 6000 főt számlált. Johnston a saját maga irányította Nyugati adminisztratív hivatal erőit tudta felsorakoztatni, benne John Gregg dandártábornok, Peyton H. Colquitt ezredes, és William H. T. Walker dandártábornok dandárjaival.
| Johnston hadseregének hadosztályparancsnokai                                                                               |
| --- |
| - Joseph E. Johnston tábornagy, CSA parancsnok - John Gregg dandártábornok, CSA - William H. T. Walker dandártábornok, CSA |

### A második vicksburgi hadjárat összecsapásai

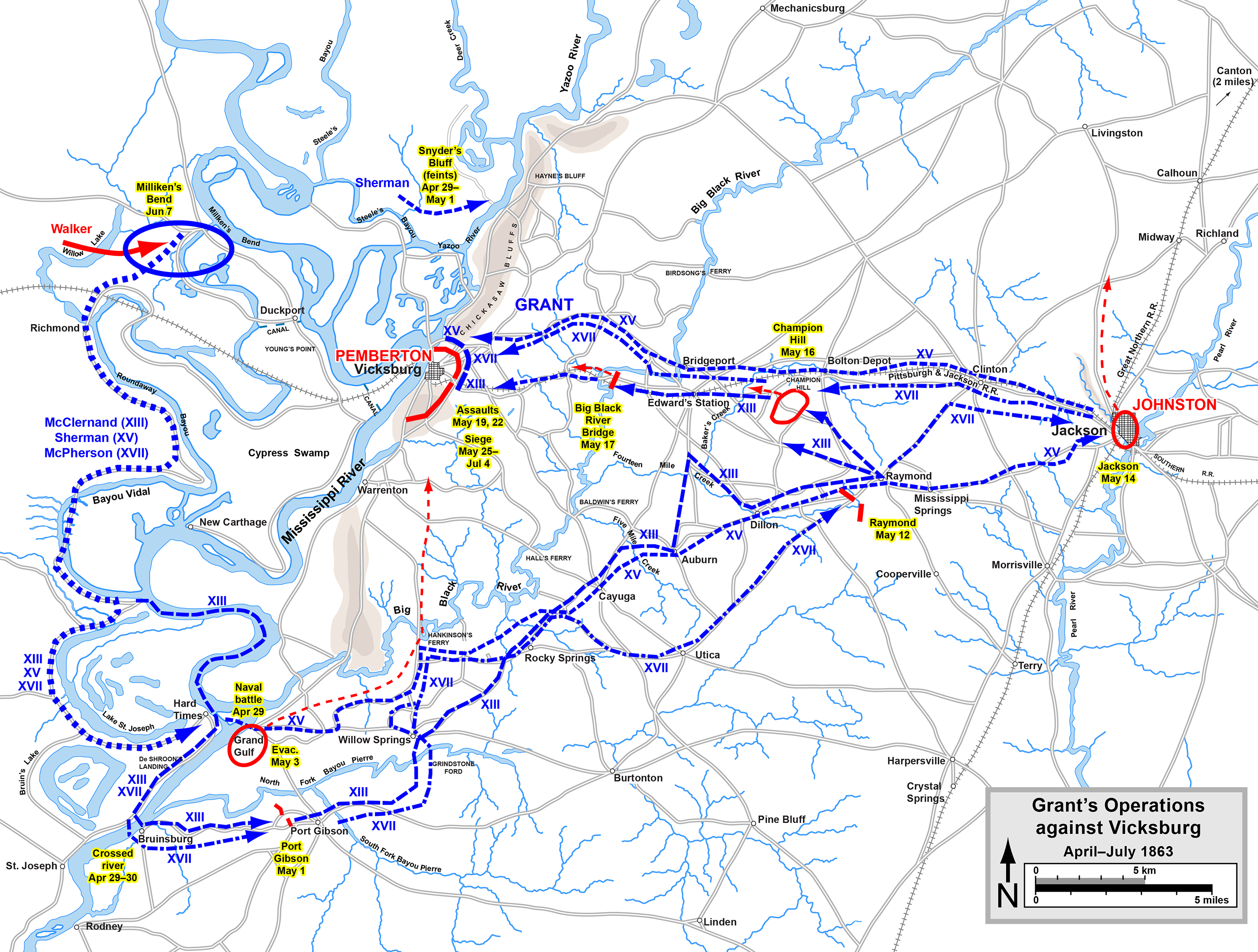
Grant második hadjárata Vicksburg ellen.

#### A Grand Gulfi ütközet, 1863. április 29.
Porter hét páncélozott csatahajót vitt harcba Grand Gulfban épült Ford Wade és Fort Cobun erődítményei ellen. A művelet célja a konföderációs ütegek elnémítása és utána McClernand XIII. hadtestének bárkákon való átkelése után a partszakasz ellenőrzés alá vonása volt. A támadás reggel 8 órakor kezdődött és délután fél kettőig tartott. A hajók 100 méteren belülre közelítették meg a konföderációs lövegeket és elhallgattatták Fort Wade alsó ütegeit. A felső részen elhelyezkedő Fort Cobun azonban lőtávjukon kívül maradt és folytatta a harcot. A USS Tuscumbiának fel kellett adnia a küzdelmet és átmenetileg a többiek is távoztak a bárkákkal együtt, miután belátták, hogy Grand Gulfnál nem lehetséges a partraszállás. Sötétedés után azonban visszatértek és tüzük fedezékében a szállítóhajók elhajóztak délre. Grant katonáit szárazföldön Coffee Pointig meneteltette, szállítóhajók pedig Grand Gulftól délre, a Disharoon-ültetvényen felvették a csapatokat a louisianai oldalon és Bruinsburgnél tették partra őket a mississippi oldalon. A 17 000 katona partraszállása az észak-amerikai történelem legnagyobb művelete maradt a Normandiai partraszállásig. A megérkezés után a szárazföld belseje, Port Gibson felé vették az irányt. A grand gulfi konföderációs győzelem ilymódon kárba veszett, hiszen nem tudta meghiúsítani Grant offenzíváját.

#### A Snyder-magaslat 1863. április 29. – május 1.
A szövetségi tengerészet és a hadsereg közös művelettel vette elejét annak, hogy a konföderációs erők visszavonuljanak Grand Gulfból. 1863. április 29-én délután támadást indítottak, színleg a Snyder-magaslat elfoglalása céljával. Valójában a támadás csak figyelemelterelő céllal bírt. Kidder Randolph Breese korvettkapitány nyolc naszáddal és Francis P. Blair, Jr. vezérőrnagy hadosztályát szállító tíz hajóval felnavigált a Yazoo-folyón a Chickasaw-holtág torkolatáig, ahol megálltak éjszakára. Másnap reggel 9 órakor egy naszád kivételével folytatták útjukat a folyón felfelé a Drumgould-magaslatig és lőni kezdték az ottani déli ütegeket. Harc közben a USS Choctaw több mint ötven találatot szenvedett el, de a legénység sértetlen maradt. Délután 6 órakor a csapatok elhagyták a hajókat és a Blake-töltés mentén megindultak az ellenséges ágyúk felé. Közelérve az egyik üteg lőni kezdte őket. Az előrenyomulás azonnal megakadt és pánik bontakozott ki a veszteségek láttán. Sötétedés után a csapatok visszaszálltak a hajókra. Május elseje reggelén megint kiszálltak a mocsárba, a tüzérség megint lőni kezdte őket és megint visszavonultak. A naszádok ágyúi délután 3 órakor felelni kezdtek, de a sötétség leszálltakor megszüntették a harcérintkezést. Sherman parancsot kapott, hogy csapatait vigye a Milliken-kanyarulathoz, így a különítmény visszatért a Yazoo torkolatához.

#### Port Gibsoni ütközet, 1863. május 1.
A Tennessee hadsereg a bruinsburgi átkelés után a Rodney-úton Port Gibson felé haladt előre, míg éjfél felé beleütköztek egy konföderációs helyőrségbe és három órán keresztül járőrharcokat vívtak velük. Hajnali három óra után a harc elcsendesült. Hajnalban az uniós csapatok továbbnyomultak a Rodney-úton és egy ültetvény útján át. Fél hatkor a John S. Bowen vezette konföderációs erők ismét megkísérelték megakasztani az előrehaladást és ebből egy ütközet bontakozott ki. Bowen csak négy dandárt tudott felsorakoztatni a két uniós hadtesttel szemben, így reménytelen létszámhátrányban küzdött. A szövetségi erők támadtak, a konföderációsok visszavonultak és új védelmi állásokat alakítottak ki többször a nap folyamán. Ez estig ismétlődött. Az ütközet világossá tette, hogy a Mississippi vonalát nem tudják tovább védeni és a szövetségi csapatok átkelőhelyét nem fenyegeti támadás többé.
Grant ekkor döntés elé került. Eredeti parancsa szerint el kellett foglalni Grand Gulfot, majd ezt követően dél felé haladva egyesülni Banksszel és megostromolni Port Hudsont és csak annak elfoglalása után visszatérni Vicksburg alá. Ez azonban azt jelentette volna, hogy Grant a hozzá képest rangidős Banks irányítása alá kerül, így örömmel használta fel független működése megőrzésére azt az üzenetet, hogy Banks még a Red River mentén végzett művelettel van elfoglalva és pár napig még nem készül fel Port Hudson ostromára. Grantnek ennyi elég volt ahhoz, hogy megindítsa saját támadását Vicksburg ellen. Tudván, hogy a Washingtonnal való üzenetváltás nyolc napba telik, elküldte táviratát Hallecknek és elindult.
A Willow Springstől délre fekvő Grindstone-gázló elfoglalása után a Pierre-holtág és a Big Black-folyó közti konföderációs erőket bekerítés fenyegette, ezért Bowen kiürítette Grand Gulfot és a legnagyobb gyorsasággal a Big Black egyetlen átkelőhelye, a Hankinson-komp felé igyekezett. Alig sikerült kimenekülni a csapdából. Grant szintén ezen az úton szándékozott észak felé haladni Vicksburg felé, de a kiküldött járőrök azt jelentették, hogy Pemberton védelme igen erős a várostól délre. Elhatározta, hogy elvágja a Jacksonból jövő utánpótlás vasútvonalát. Eddigre már Sherman hadteste is átkelt a folyam keleti oldalára, így a három  hadtesttel három különböző úton indulva megtámadta a vasútvonalat. A XIII. hadtest az Edwards állomást, a XVII. hadtest Clintont, a XV. pedig Midway-állomást foglalta el az első kettő közt.

#### Raymondi ütközet, 1863. május 12.
Május 10-én Pemberton minden Jacksonba érkező erősítést 32 km-rel délnyugatabbra, Raymondba rendelt. John Gregg dandártábornok a szokásosnál nagyobb dandárja Port Hudsonból érkezett egy kimerítő menetelés után és másnap reggel útra kelt Raymond felé, ahova május 11-e délutánján érkezett meg. Május 12-én a dandár lesben állt a Fourteen Mile-pataknál portyázó szövetségi erőket várva. A portyázók valójában John A. Logan vezérőrnagy hadosztályának bizonyultak a XVII. hadtesttől. Gregg elhatározta, hogy harcolni fog az átkelőhelynél és ennek megfelelően helyezte el katonáit és tüzérségét. Logan közeledtekor a konföderációsok tüzet nyitottak és eleinte súlyos veszteségeket okoztak. Néhány északi megfutott, de Logan helyreállította a rendet és állták a sarat. A konföderációsok rohamát visszaverték, majd újabb szövetségi katonák érkeztek és a harc további hat órán át tombolt. Gregg létszámhátrányban levő erői feladták a küzdelmet és elhagyták a harc helyszínét. Az ütközetet ugyan elvesztették, de egy napra feltartóztatták a hozzájuk képest háromszoros túlerőben levő uniós kontingenst. Gregg Jacksonba való visszavonulásra kapott parancsot, ezért 8 kilométert húzódott vissza, Mississippi Springsig. Emiatt a Southern vasútvonal kikerült az ellenőrzése alól és megszakadt a Vicksburgbe vezető utánpótlási vonal.
McPherson hadtestének győzelme ellenére a konföderációs erők zaklatták Grant jobbszárnyát, ezért újragondolta tervét. Mint megtudta, Joseph E. Johnston tábornagy egy pár napon belül Jacksonba készült, hogy erősítéseket vigyen és azt híresztelték, hogy P. G. T. Beauregard tábornagy is meg fog érkezni a hadszíntérre. Ilymódon a Tennessee hadsereg két tűz közé szorult volna. Elhatározta, hogy először a keletről érkező fenyegetéssel bánik el, ezért utasította Shermant és McPhersont Jackson elfoglalására.

#### Jackson bevétele, 1863. május 14.

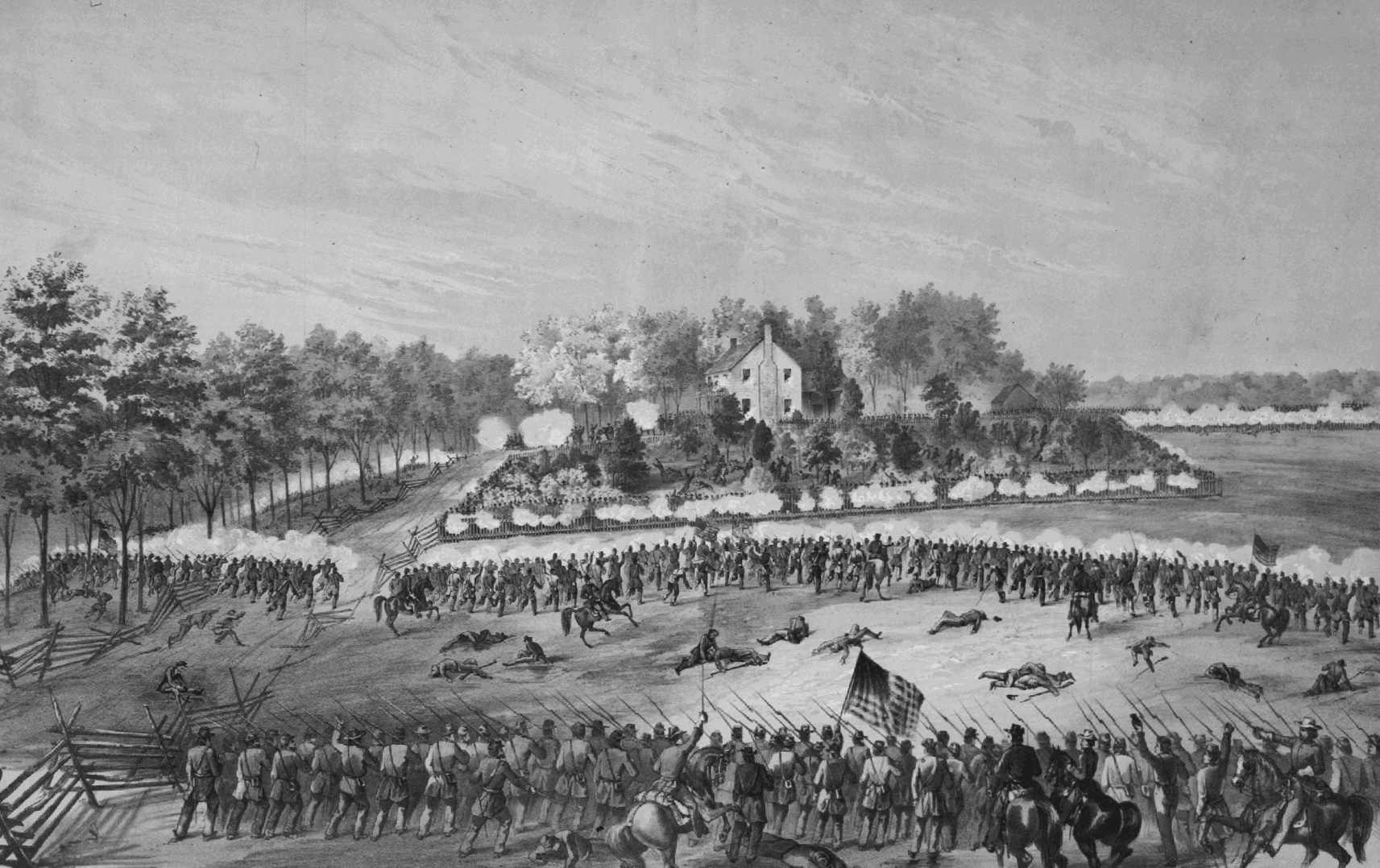
A jacksoni ütközet – a 17. iowai, a 80. ohiói és a 10. missouri gyalogezred támadása a hetedik hadosztály első és a harmadik dandárjának támogatásával. A. E. Mathews, a 31. gyalogezred katonájának rajzát a Middleton, Strobridge & Co. kiadó jelentette meg litográfiaként 1863-ban, Cincinnatiben.

Május 9-én Tennesseeben Johnston utasítást kapott James Seddon hadügyminisztertől, hogy „menjen azonnal Mississippibe és vegye át a hadseregek fölötti parancsnokságot”. Mikor május 13-án megérkezett Jacksonba megtudta, hogy két hadtest közeledik a város felé és Greggnek mindössze 6000 fő áll rendelkezésére a védelemhez. Johnston elrendelte a visszavonulást, de Gregg addig akarta védeni a várost, míg a kiürítés befejeződik. Délelőtt 10 órakor már mindkét uniós hadtest megérkezett és harcba bocsátkozott. Az eső és egyéb tényezők miatt a szövetségi támadás csak 11 órakor bontakozott ki teljességében és lassan, de biztosan szorították hátra a védelmet. Délután Johnston tudatta Greggel, hogy a kiürítés megtörtént, szakadjanak el az ellenségtől és vonuljanak vissza. Az uniós csapatok így elfoglalták Jacksont és a Bowman-házban ünnepséget rendeztek, melyen Grant is részt vett. A város egy részét felgyújtották és tönkretették a vasúti vágányokat. Johnston visszavonulása hibának bizonyult, mert aznap estére már 11 000 katona állt volna a rendelkezésére.és másnap már 15 000. Mississippi állam fővárosának elvesztése jelentős csapást mért a Konföderációs morálra. A vasúti összeköttetés elvágása után Grant elhagyta a várost és Vicksburg ellen vonta össze csapatait.

#### A champion hilli ütközet, 1863. május 16.

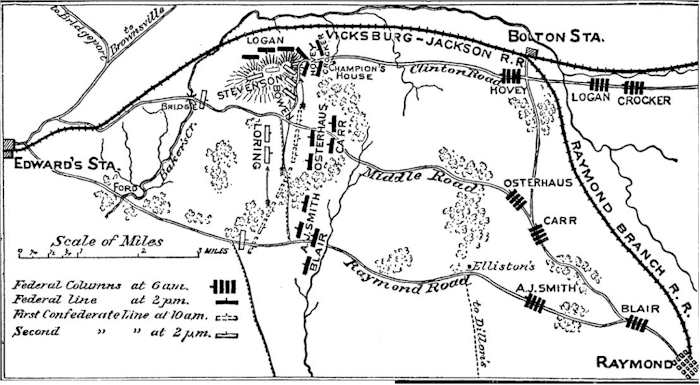
A Champion hilli ütközet, Francis Vinton Greene térképe, megjelent a Scribner & Sons gondozásában, 1882-ben.)

Johnston a Canton-úton vonult vissza és utasítást küldött Pembertonnak, hogy hagyja el az Edwards-állomás környékét és támadja meg a szövetségieket Clintonnál. Pemberton és beosztottjai Johnston tervét veszélyesnek érezték és ehelyett a Grand Gulfból Raymond felé tartó uniós utánpótlás megtámadást határozták el. Május 16-án azonban Pemberton újabb hasonló értelmű parancsot kapott Johnstontól. Pemberton ekkor már két hadosztályával elindult és éppen a Raymond-Edwards úton haladt, oszlopának vége a Champion Hilltől pár száz méterre délre levő útkereszteződésben volt.
Május 16-án reggel 7 óra tájban az uniós csapatok érkezésével megkezdődött a champion hilli ütközet. Pemberton erői a domb gerincén húzódtak védelmi állásba, arcvonalukkal kelet felé. A domb tetejéről Stephen D. Lee emberei mindent láttak, így észrevették, hogy a Jackson-út mentén szövetségi csapatok közelednek, a balszárny mögé kerüléssel fenyegetve. Pemberton átalakította védelmét és erői zömét balra helyezte át. A harc a Clinton-út mentén épült Champion-ház környékén kezdődött meg, ahol McPherson hadtestének három hadosztálya tüzérséggel kezdte lőni Carter L. Stephenson hadosztályát. Grant délelőtt 10 órakor érkezett a helyszínre és támadást parancsolt. Három órával később Stephenson katonáit kiverték állásából és elfoglalták a gerincet. A konföderációs erők rendezetlenül özönlöttek hátrafelé. McClernand hadtestének kevés eredményt hozó támadása a Raymond-Jackson úton fejtett ki lanyha nyomást, melyen a déliek menekülni tudtak volna.
John S. Bowen hadosztálya megállította Stephensonék  menekülését, ellentámadásba ment át és délután két órára visszafoglalta a Champion-domb tetejét. Mivel még mindig létszámhátrányban voltak, Pemberton a csak szórványos harcnak kitett Loring-hadosztálytól akart segítséget küldeni a dombra. Loring a vonalai előtti ellenség nagy számára hivatkozva ezt megtagadta. A McPherson hadtest így Grant parancsára délután négy órakor friss erőket vetett harcba és újra támadott. Mikor már látszott, hogy másodszor is elfoglalják a dombot, Loring megpróbált a balszárny segítségére sietni, mindössze Lloyd Tilghman dandárját hátrahagyva a Raymond-Jackson út és a Baker-patak hídjának tartására. Pemberton délután 5 órakor elrendelte a visszavonulást Baker-patak hídján keresztül. Késő délután a szövetségi erők megölték Tilghmant és elfoglalták a hidat, éjfélre pedig Edwards is uniós kézre került. Loring hadosztálya elszakadt a főerőtől és ahelyett, hogy megpróbálta volna átvágni magát Vicksburg felé, egy merész éjszakai meneteléssel megkerülte az uniós csapatokat és Johnston hadseregéhez csatlakozott. A maradék két konföderációs hadosztály visszavonult Vicksburgbe.

#### A Big Black River hídja, 1863. május 17.
Május 16-ról 17-re virradó éjszaka a konföderációs visszavonulás a Big Black River hídjához ért. Pemberton Bowent három dandárral a keleti part erődítményeiben való védekezésre utasította az üldözés megakasztására. McClernand három hadosztálya 17-én reggel elhagyta az Edwards-állomást. A csapatok rábukkantak a sáncok mögé húzódott déliekre és maguk is fedezékbe húzódtak, mikor a déli tüzérség lőni kezdte őket. Michael K. Lawler dandártábornok dandárja egy elvágott holtágból kirontva támadta meg John C. Vaughn dandártábornok tapasztalatlan kelet-tennessee-i dandárját. Kelet-Tennessee a Konföderáció azon része volt, amelynek kifejezetten uniós kötődése volt és ezt a szecessziós szavazásokon is érthetően kifejezésre juttatta. Zűrzavar tört ki és pánik harapózott el a déli egységek közt. A konföderációs csapatok a Big Blacken túlra két hidat használva vonultak vissza, a vasúti hidat és egy a folyó közepén veszteglő gőzhajón át vezető pallóhidat. Átkelés után a konföderációsok felgyújtották a hidakat a szövetségi üldözők előtt. A menekülők még aznap Vicksburgbe értek, de már kb. 1800 foglyul esett társukat nélkülözve. Az ilyesfajta veszteségeket létszámhátrányuk miatt nem engedhették meg maguknak.

#### Vicksburg ostroma 1863. május 18. – július 4.

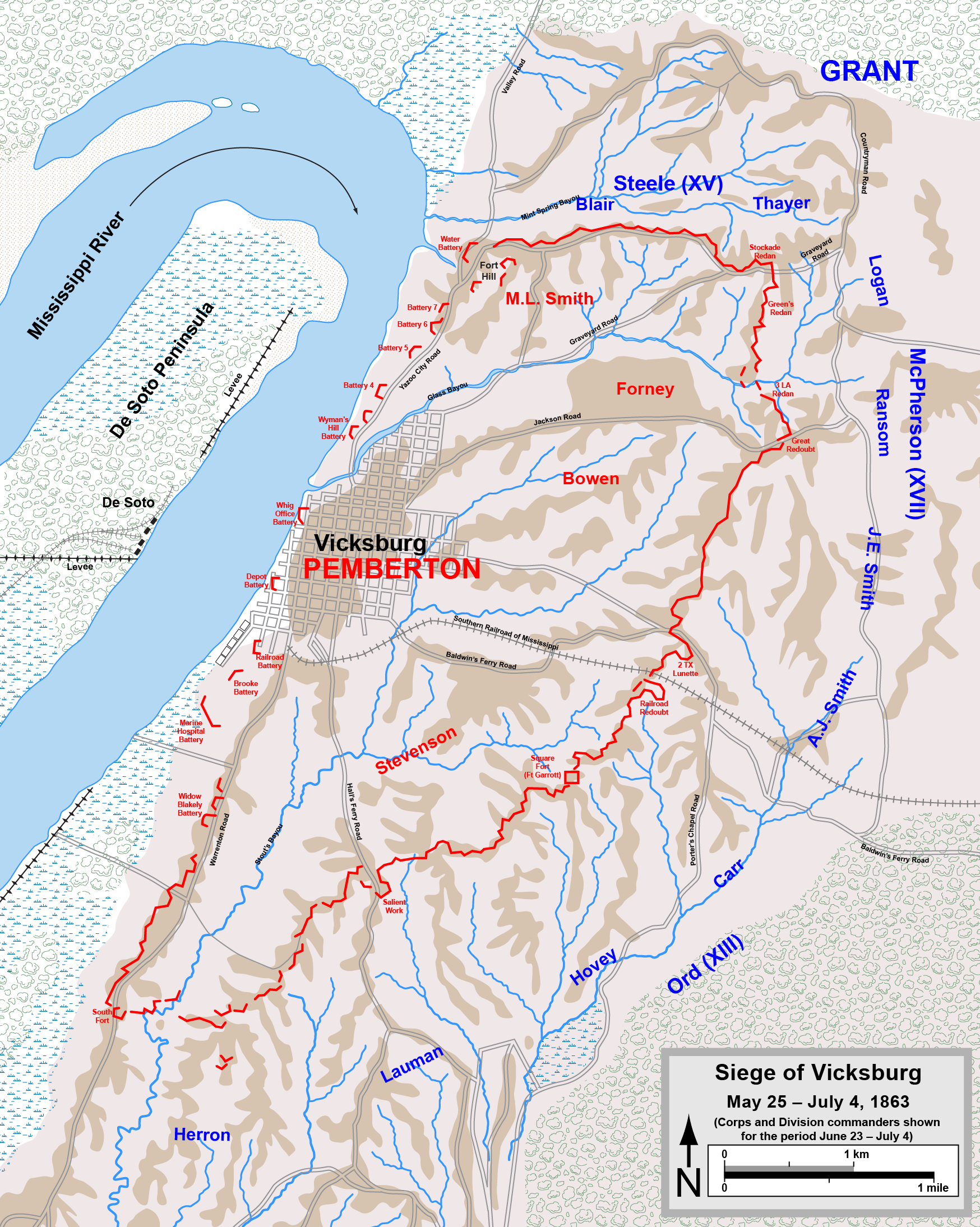
Vicksburg ostroma. A hadtest- és hadosztályparancsnokok neve a június 23-a és július 4-e közötti időszaknak megfelelően vannak feltüntetve.

A Tennessee hadsereg Vicksburg alá érve ostrom alá vette Pemberton erőit. Grant május 19-én és 22-én két rohamot indított a túl erősnek bizonyuló déli sáncok ellen. A másodiknál kezdetben McClernand szektorában értek el eredményeket, de végső soron 3200 fő veszteséggel visszaverték őket. Johnston azt az utasítást küldte, hogy Pemberton evakuálja a várost és mentse meg a hadseregét, de ő a biztonságos visszavonulást lehetetlennek találta. Johnston ekkor az ostromló erők megtámadását és az ostromzár feltörését kezdte tervezni.
Jefferson Davis kérésére a Mississippintúli hadszíntér Grant feltételezett hadtápvonalának elvágásával igyekezett segítséget nyújtani Vicksburgnek. Június 7-én hajnal előtt Henry E. McCulloch dandártábornok dandárja rátámadt a Milliken-kanyarulatban felépített ellátóbázist és kórházakat védelmező tapasztalatlan néger dandárra. A kiképzetlen négereket McCulloch veteránjai súlyosan megverték, de teljes megsemmisítésük előtt feltűnt két uniós ágyúnaszád, melyek tüze elüldözte a támadókat. Grant hadtápvonala azonban ekkor már nem érintette a bázist, így elvágni sem lehetett az elfoglalásával.
Grantnek a Johnston jelentette fenyegetés semlegesítésére egy hadosztályt a Big Black River hídjánál kellett tartani, míg egy másik folyamatosan felderített észak felé, egészen Mechanicsburg magasságáig. Június 10-ére a John G. Parke vezérőrnagy parancsnoksága alatt álló IX. hadtestet Grant irányítása alá rendelték. A IX. hadtest lett annak a speciális feladattal megbízott erőnek a magja, mely Johnston Cantonban gyülekező erejét távol kellett tartsa az ostromtól. A kontingenst Sherman irányította, akit június 22-től Frederick Steele dandártábornok váltott fel a XV. hadtest élén. Johnston július 1-jén érte el a Big Black River vonalát, de halasztgatta a nehéznek ígérkező összecsapást Shermannel.
Június 29-én a texasi lovasság megtámadta a Goodrich's Landing ültetvénytől nyolc kilométerre, felépített ellátóbázist. Az erőd védői megadták magukat, a texasiak pedig nekiálltak a zsákmányolt készleteket elszállítani, a gyapotbálákat pedig felégetni. Másnap uniós egységek érkeztek a környékre, melyek a készleteket vivő szekérkaravánokat kísérő lovasságtól visszafoglalták az erődöt. A zsákmány jól jött a konföderációs erőnek, de a célt, az uniós ostromot nem tudta feltörni.
Július 4-én Theophilus H. Holmes altábornagy újabb támadást kísérelt meg a folyam nyugati oldalán, ezúttal Helena ellen. A cél a Milliken-kanyarulati tábor és Goodrich's Landinghez hasonlóan az volt, hogy az unió utánpótlási vonalát veszélyeztetve az ostrom felhagyására késztessék Grantet. A közel kétszeres létszámfölényben levő déli katonák több sikertelen roham után elfoglalták a külső erődített vonalat és a visszavonuló szövetségi erőknek pár ágyút is hátra kellett hagyniuk. A sikereket Holmes habozása miatt nem tudták elmélyíteni, így időt Benjamin Prentiss vezérőrnagy csapatai újraszervezésére. A USS Tyler ágyúnaszád tüzének támogatásával Prentiss elreteszelte az áttöréseket. Az elakadt támadást le kellett fújni, és a nyolcszoros veszteséget szenvedett konföderációs hadsereg dolga végezetlen visszavonult.
Hat hétnyi ostrom után Vicksburg városának élelmiszerkészlete semmivé olvadt. A védőket először hetekig féladagra, aztán negyedre, majd nyolcadadagra fogták. Az állandó uniós bombázás miatt a lakosság földbe vájt barlangokban élt. Július 4-én Pemberton feltette a kérdést hadosztályparancsnokainak, hogy látnak-e esélyt a sikeres kitörésre. A nemleges válasz után úgy érzete, hogy nincs további lehetősége a harcra és szabad elvonulás fejében feladta a várost a felhalmozott fegyver-, lőszer- és ágyúkészletekkel együtt.

## A hadjáratok hatása
Noha a konföderációs veszteség halottakban és sebesültekben viszonylag alacsony maradt (2872 fő a 3910 fő uniós veszteséggel szemben), a győzelemmel Grant Fort Donelson után a nyugati hadszíntér második konföderációs hadseregét is megadásra kényszerítette. Ez 29 495 fegyvert letevő katonát jelentett, melyek legtöbbjét kegyelemben részesítve szabadon eresztették. A szövetségi erők nagy mennyiségű tüzérségi löveget, puskát és lőszert zsákmányoltak. A hadjárat március 29-i kezdete óta 10 142 uniós és 9091 konföderációs halottat és sebesültet követelt.
1863 nyarán ez a vereség mindössze egy nap eltéréssel követett egy második nagy csapást. Július 3-án Robert E. Lee tábornagy pennsylvaniai offenzívája a Gettysburgi csata harmadik napjának katasztrófával felérő sikertelen támadásával kudarcba fulladt. Július 4-én a csillag-sávos lobogó ismét ott lobogott Vicksburg fölött. A függetlenség napján fegyvert letevő konföderációs katonák számára ez keserű vereséget jelentett. Az uniós katonák fegyelmezetten viselkedtek, a legyőzöttek közé vegyülve élelmet adtak nekik. Az élelemkészleteket ellenőrző és magasabb árakban reménykedő spekulánsok raktárait feltörték és tartalmukat az utcára hajigálták az éhezők számára. Grant bő húsz évvel későbbi visszaemlékezésében így írt: „A két hadseregbe tartozó emberek úgy barátkoztak, mintha legalábbis azonos ügyért küzdöttek volna.” Ennek ellenére a hagyomány szerint az ellenséges érzelmek fennmaradtak, mivel a július negyedikei ünnepet Vicksburgben a második világháborúig nem tartották meg.[forrás?] Ezt az állítást megkérdőjelezi, hogy például 1907-ben megülték az ünnepet.
A hadjárat legfőbb eredménye a Mississippi teljes hosszának szövetségi ellenőrzés alá kerülése volt. Ez július 9-én következett be, mikor a május 27-e óta ostrom alatt levő Port Hudson helyőrsége Vicksburg elestének hírére elvesztette hitét a további ellenállás értelmében és letette a fegyvert. A Konföderáció ezzel két részre esett és egy héttel később egy civil hajó St. Louisból kiindulva eseménytelen út után megérkezett New Orleansba a folyamon való végighajózás után. Lincoln elnök közzétette: „A Vizek ősapja ismét háborítatlanul éri el a tengert.”

### Memoárok és elsődleges források
- Grant, Ulysses S. Personal Memoirs of U. S. Grant. 2 vols. Charles L. Webster & Company, 1885–86. ISBN 0-914427-67-9.
- U.S. War Department, The War of the Rebellion: a Compilation of the Official Records of the Union and Confederate Armies. Washington, DC: U.S. Government Printing Office, 1880–1901.
- Organization of the Department of the Tennessee, Major General Ulysses S. Grant, U. S. Army, commanding, April 30, 1863: Official Records, Series I, Volume XXIV, Part 3, pages 250-259.

## Fordítás
- Ez a szócikk részben vagy egészben  a   Vicksburg Campaign című angol Wikipédia-szócikk ezen változatának fordításán alapul.  Az eredeti cikk szerkesztőit annak laptörténete sorolja fel. Ez a jelzés csupán a megfogalmazás eredetét és a szerzői jogokat jelzi, nem szolgál a cikkben szereplő információk forrásmegjelöléseként.